# Jakttillsynsman
Jaktillsynsman har till uppgift är att övervaka efterlevnaden av olika lagar och bestämmelser som finns för jakt.

## Sverige
Länsstyrelsen förordnar jakttillsynsmän i Sverige. Ansökan skall göras skriftligen av uppdragsgivaren som är jakträttsinnehavare till exempel länsjaktvårdsförening, jaktsammanslutning eller motsvarande. Det är endast personer som genomgått av Rikspolisstyrelsen beslutad utbildning som får förordnas som jakttillsynsman.

## Tyskland
En jakttillsyningsman (tyska: Jagdaufseher) är en av jakträttsinnehavaren engagerat biträde för utövande av jaktskydd, dvs. viltets skydd mot tjuvjakt, viltsjukdomar, löslöpande hundar och katter samt generell tillsyn av efterlevnaden av gällande jaktbestämmelser. En jakttillsyningsman kan vara förordnad av vederbörande statliga jaktmyndighet eller sakna sådant förordnande. En förordnad jakttillsyningsman har samma rättigheter som jakträttsinnehavaren själv. Är den förordnade jakttillsyningsmannen yrkesjägare eller har skoglig utbildning, har han dessutom inom sitt tillsynsområde polismans rättigheter och skyldigheter. Han har vidare rätt, att när fara är i dröjsmål, genomföra vissa tvångsmedel som annars bara tillkommer åklagare. En icke-förordnad jakttillsynsman har inga andra rättigheter och skyldigheter än en vanlig medborgare. Tjuvjägare kan dock gripas genom envarsgripande.